# Persone di cognome Leone
| Questa pagina contiene informazioni ricavate automaticamente dalle voci biografiche con l'ausilio del template Bio e di un bot. L'aggiornamento è periodico e automatico e ricostruisce completamente la pagina. Se manca una persona in questa lista, sei pregato di non aggiungerla, ma accertati piuttosto che la sua voce biografica contenga il template Bio e che i dati anagrafici siano correttamente compilati. Se il template Bio manca, inseriscilo tu stesso o, in alternativa, metti l'avviso {{tmp\|Bio}} che ne segnala la mancanza. Se i dati riportati sono sbagliati, correggi direttamente la voce biografica; le modifiche saranno visibili in questa lista entro pochi giorni. Per chiarimenti vedi il progetto antroponimi. La lista contiene solo le 59 persone che sono citate nell'enciclopedia e per le quali è stato implementato correttamente il template Bio. Pagina aggiornata al 23 lug 2025. |

Questa è una lista di persone presenti nell'enciclopedia che hanno il cognome Leone, suddivise per attività principale.

## Allenatori di calcio(1)
- Pietro Leone, allenatore di calcio e calciatore italiano (Massazza, n. 1888 - Torino, † 1958)

## Architetti(1)
- Raffaele Leone, architetto, ingegnere e pubblicista italiano (Riposto, n. 1897 - Catania, † 1981)

## Artiste(1)
- Francesca Leone, artista e pittrice italiana (Roma, n. 1964)

## Attori(2)
- Gabriel Leone, attore brasiliano (Rio de Janeiro, n. 1993)
- Ignazio Leone, attore italiano (Palermo, n. 1923 - Torino, † 1976)

## Attrici(4)
- Cinzia Leone, attrice e personaggio televisivo italiana (Roma, n. 1959)
- Marianne Leone, attrice statunitense (Boston, n. 1952)
- Maura Leone, attrice italiana (Maglie, n. 1980)
- Miriam Leone, attrice, conduttrice televisiva e ex modella italiana (Catania, n. 1985)

## Avvocati(4)
- Carlo Leone, avvocato e politico italiano (Pomigliano d'Arco, n. 1910)
- Donato Leone, avvocato, giornalista e politico italiano (Gorgoglione, n. 1884 - Roma, † 1962)
- Giuseppe Leone, avvocato e politico italiano (Napoli, n. 1864 - Napoli, † 1933)
- Leone Leone, avvocato e politico italiano (Siracusa, n. 1888 - Siracusa, † 1966)

## Calciatori(4)
- André Leone, ex calciatore brasiliano (San Paolo, n. 1979)
- Edoardo Leone, calciatore italiano
- Luigi Leone, calciatore italiano (Villaromagnano, n. 1911 - Russia, † 1942)
- Ramiro Leone, ex calciatore argentino (Rosario, n. 1977)

## Canottieri(1)
- Vittorio Leone, canottiere italiano (n. 1862 - † 1929)

## Cantanti(3)
- Lalla Leone, cantante italiana (Bari, n. 1949)
- Leather Leone, cantante statunitense (San Francisco)
- Pitty, cantante brasiliana (Salvador, n. 1977)

## Disegnatrici(1)
- Cinzia Leone, disegnatrice, scrittrice e giornalista italiana (Roma, n. 1954)

## Economisti(1)
- Enrico Leone, economista e giornalista italiano (Pietramelara, n. 1875 - Napoli, † 1940)

## Fotografi(1)
- Giuseppe Leone, fotografo italiano (Ragusa, n. 1936 - Ragusa, † 2024)

## Fumettisti(1)
- Carlo Leone, fumettista italiano

## Generali(1)
- Leonello Leone, generale e aviatore italiano (Lerici, n. 1902)

## Giornalisti(1)
- Giancarlo Leone, giornalista, dirigente d'azienda e autore televisivo italiano (Roma, n. 1956)

## Imprenditori(2)
- Doug Leone, imprenditore statunitense (Genova, n. 1957)
- Luigi Leone, imprenditore italiano (Neive)

## Informatici(1)
- Nicola Leone, informatico italiano (Diamante, n. 1963)

## Insegnanti(1)
- Pietro Leone, insegnante italiano (Caltanissetta, n. 1917 - Verona, † 1970)

## Maratoneti(1)
- Giacomo Leone, ex maratoneta italiano (Francavilla Fontana, n. 1971)

## Mezzofondisti(1)
- Maurizio Leone, mezzofondista italiano (Cosenza, n. 1973)

## Modelle(1)
- Chiara Leone, modella cilena (Santiago del Cile, n. 2000)

## Musicisti(1)
- Gianni Leone, musicista e cantautore italiano (Napoli, n. 1953)

## Pallanuotisti(1)
- Luigi Leone, ex pallanuotista e allenatore di pallanuoto italiano (Siracusa, n. 1964)

## Pittori(1)
- Giuseppe Antonello Leone, pittore, scultore e poeta italiano (Pratola Serra, n. 1917 - Napoli, † 2016)

## Politiche(2)
- Anna Maria Leone, politica italiana (Ceccano, n. 1945)
- Cinzia Leone, politica italiana (Palermo, n. 1976)

## Politici(8)
- Antonio Leone, politico italiano (Putignano, n. 1948)
- Domenico Leone, politico e generale bizantino
- Francesco Leone, politico, sindacalista e antifascista italiano (Vargem Grande do Sul, n. 1900 - Vercelli, † 1984)
- Giovanni Leone, politico, avvocato e giurista italiano (Napoli, n. 1908 - Roma, † 2001)
- Giuseppe Leone, politico italiano (Roma, n. 1941 - Taranto, † 2015)
- Leo Leone, politico italiano (Giulianova, n. 1893 - Teramo, † 1973)
- Mario Leone, politico italiano (Firenze, n. 1922 - Firenze, † 2013)
- Raffaele Leone, politico italiano (Santeramo in Colle, n. 1909 - Roma, † 1967)

## Produttori cinematografici(1)
- Alfredo Leone, produttore cinematografico italiano

## Registi(3)
- Damien Leone, regista, sceneggiatore e produttore cinematografico statunitense (New York City, n. 1982)
- Sergio Leone, regista, sceneggiatore e produttore cinematografico italiano (Roma, n. 1929 - Roma, † 1989)
- Roberto Roberti, regista e attore italiano (Torella dei Lombardi, n. 1879 - Torella dei Lombardi, † 1959)

## Saggisti(1)
- Michele Leone, saggista, storico e filosofo italiano (Bari, n. 1973)

## Scrittori(1)
- Luigi Leone, scrittore e politico italiano (Siracusa, n. 1858 - Siracusa, † 1938)

## Tiratrici a segno(1)
- Chiara Leone, tiratrice a segno svizzera (Frick, n. 1998)

## Velociste(1)
- Giuseppina Leone, ex velocista italiana (Torino, n. 1934)

## Vescovi cattolici(2)
- Baldassare Leone, vescovo cattolico italiano (Palermo, n. 1756 - Caltanissetta, † 1820)
- Giovanni Francesco Leone, vescovo cattolico italiano (n. 1543 - Cerreto Sannita, † 1613)

## Wrestler(2)
- Michele Leone, wrestler italiano (Pettorano sul Gizio, n. 1909 - Los Angeles, † 1988)
- Tama Tonga, wrestler tongano (Nukuʻalofa, n. 1982)